# Cerkiew Podwyższenia Krzyża Pańskiego w Wistyczach
Cerkiew Podwyższenia Krzyża Pańskiego w Wistyczach – prawosławna cerkiew parafialna w Wistyczach. Należy do dekanatu brzeskiego rejonowego eparchii brzeskiej i kobryńskiej Egzarchatu Białoruskiego Patriarchatu Moskiewskiego. Zabytek architektury baroku. Cerkiew znajduje się w ewidencji zabytków historyczno-kulturalnych Białorusi (o nr. 112Г000075).

## Historia
W 1675 roku właściciel majątku, Eustachy Tyszkiewicz, wnuk Katarzyny, podkomorzy brzeski, zapisał fundację na budowę klasztoru dla cystersów. Powodem potrzeby wybudowania kościoła był ponadlokalny kult obrazu Matki Boskiej Wistyckiej umieszczonego w drewnianym kościele parafialnym Najświętszej Maryi Panny i św. Zofii. W 1678 roku fundację zatwierdził sejm Rzeczypospolitej, a w 1679 roku konfirmował ją król Jan III Sobieski. Przypuszczalnie około roku 1679–1680 rozpoczęto budowę kościoła. W 1700 roku wzmiankowano o częściowo ukończonym kościele, którego plan przypomina plan kościoła pijarów w Łowiczu. Przypuszczalnie w projektowaniu barokowego kościoła pracował królewski architekt Isidore Affaitati lub Jan Chrzciciel Ceroni. Budowa w kolejnych latach postępowała bardzo powoli w związku z niepokojami wojennymi. Z większą energią prace wznowiono po legatach, które przekazał wojski brzeski Kazimierz Wygonowski w 1711 r., cześnik wołkowyski Leon Bykowski, Marianna Anna Rusiecka w 1720 r. Klasztor miał trzy parterowe skrzydła i zbudowano go na planie litery U. Prowadziła do niego barokowa brama klasztorna. Murowany kościół ukończono budować około 1748 roku i wtedy też przystąpiono do budowy fasady, którą przypuszczalnie zaprojektował Józef Fontana (III) i ma, poprzez zastosowanie pary kolumn wspierających, przerwany fronton, analogie w fasadzie kościoła bernardynów w Witebsku i karmelitów w Białyniczach. Kościół w Wistyczach otrzymał wezwanie Najświętszej Maryi Panny, św. Jana Chrzciciela, św. Bernarda i św. Zofii. W połowie XVIII wieku powstał też rokokowy ołtarz główny (obecnie nie istnieje), a pod koniec wieku ambona. W 1801 r. Paweł Jagmin, marszałek kobryński i właściciel dóbr wistyckich potwierdził fundusz i 9 czerwca miała miejsce konsekracja kościoła dokonana przez biskupa sufragana łuckiego Adama Kłokockiego. Od 1817 roku kościół był siedzibą parafii. 16 lutego 1758 r. w świątyni został ochrzczony Julian Ursyn Niemcewicz. Później pisarz wielokrotnie do niej pielgrzymował i modlił się przed obrazem Matki Bożej, m.in. 1 września 1809 r. i 28 czerwca 1819 r. Około 1830 r. spalił się budynek klasztorny, jednak kolator Paweł Jagmin zobowiązywał się do przeprowadzenia jego odbudowy. W 1831 roku w klasztorze mieszkał opat Tesselin Biculewicz, jedenastu cystersów i dwóch kartuzów z klasztoru w Berezie Kartuzkiej. W sierpniu 1832 na skutek represji rosyjskich po powstaniu listopadowym skasowano klasztor cystersów. Kościół katolicki św. Zofii, w którym znajdował się cudowny obraz Bogarodzicy, władze rosyjskie rozkazały zamknąć w lutym 1834 roku. W 1840 roku kościół zamieniono na cerkiew prawosławną Podwyższenia Krzyża Świętego. Barokowe budynki klasztorne popadły w tym czasie w ruinę i w 1904 roku proboszcz prawosławny rozebrał je w celu pozyskania cegły na sprzedaż, poza fragmentem przeznaczonym na szkołę (dawny „dom przeora”). Od 22 maja 1921 świątynia ponownie funkcjonowała jako kościół katolicki, ale nie odtworzono tu parafii i była to filia kościoła w Czernawczycach. W 1936 roku katolicy otynkowali kościół i naprawili dach. W tym samym roku konwent cystersów w Szczyrzycu podjął uchwałę o konieczności przejęcia swojej dawnej placówki i pozyskania na ten cel środków finansowych ze sprzedaży gruntów klasztornych. W trakcie prowadzonego remontu kościoła opat szczyrzycki o. Benedykt Biros w 1938 roku przewiózł obraz Matki Boskiej Wistyckiej do klasztoru cystersów w Szczyrzycu. W 1939 roku Niemcy przekazali świątynię prawosławnym, a w 1945 roku została ona zamknięta przez władze komunistyczne. W 1986 roku otrzymała go Cerkiew prawosławna. W 2012 roku splantowano teren wokół kościoła, niszcząc pozostałości klasztoru. 

## Architektura
Jest to trójnawowa, bezwieżowa bazylika z półkoliście zamkniętym prezbiterium. Fasada jest szersza niż korpus, gzyms dzieli ją na część dolną i parawanowy szczyt z wolutami. W bogatej dekoracji elewacji wykorzystano podwójne półkolumny, profilowane gzymsy i płaskie wnęki różnych kształtów. Ściany boczne ozdobione są podwójnymi pilastrami. Nawa główna jest nakryta sklepieniem kolebkowym, boczne – sklepieniami krzyżowymi. Przed świątynią drewniana, dwukondygnacyjna dzwonnica.
Zabudowania klasztorne nie zachowały się. Pozostał tylko mur oraz jeden zniszczony nagrobek z dawnego cmentarza przykościelnego.

## Ikona Matki Bożej Wistyckiej

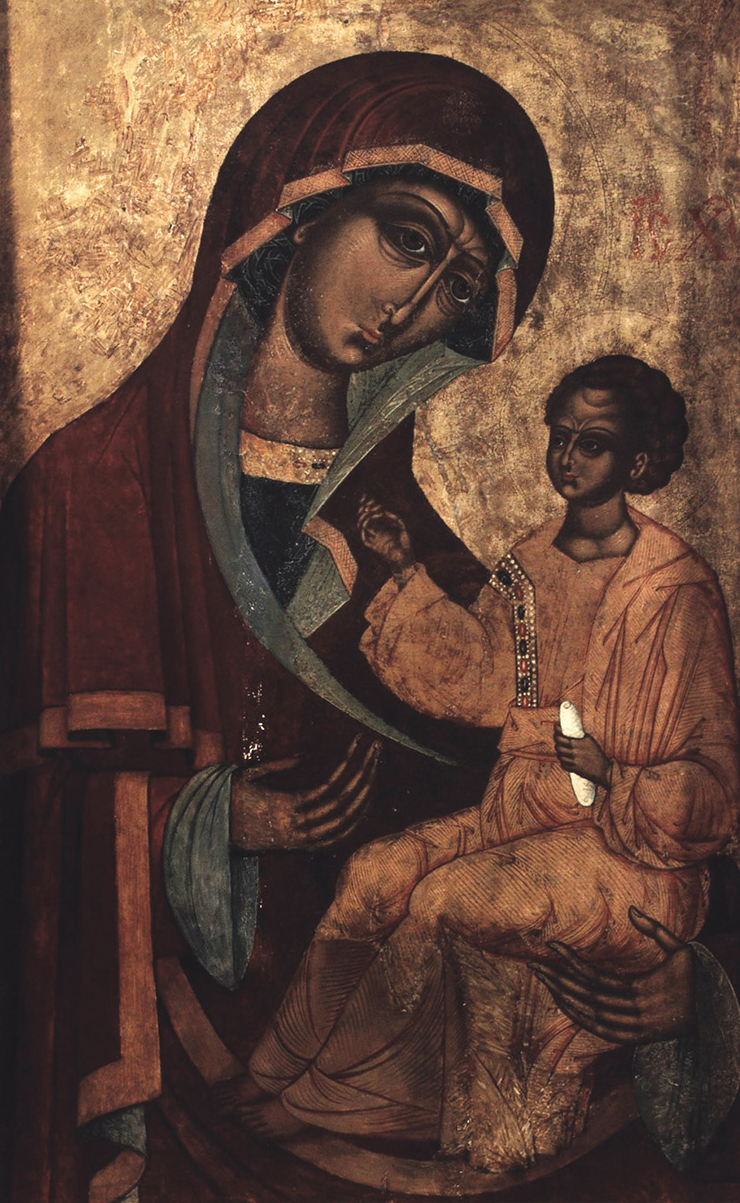
Ikona Matki Bożej Wistyckiej

Ikona wistycka pochodzi z końca XV w. lub 1 poł. XVI w. Pod względem ikonograficznym odpowiada schematom wytworzonym na terenie Wielkiej Rusi, zwłaszcza w Nowogrodzie i potem w Moskwie, zaś sposobem interpretacji bliska jest stylowi malarstwa staroruskiego początku XVI wieku. Bliską analogię dla niej stanowi m.in. Jerozolimska Ikona Matki Bożej (w istocie Gruzińska) z cerkwi św. Barbary w Pińsku. Ikona ta pochodzi z podpińskiego klasztoru leszczyńskiego, a białoruscy autorzy upatrują najbliższej dla niej analogii w Hodegetrii z XV w., przechowywanej w moskiewskiej Galerii Trietiakowskiej. Ks. Michał Janocha wskazał na bliższą jeszcze analogię – Bielską Ikonę Matki Bożej, znajdującą się na swym pierwotnym miejscu, w cerkwi Narodzenia NMP w Bielsku Podlaskim, odległym od Wistycz jedynie o ok. 75 km. Obie ikony reprezentują nie tylko niemal identyczny układ kompozycyjny, pozwalający zidentyfikować je jako odwzorowanie ikony Gruzińskiej (Matka Boska Jerozolimska Ikona Matki Bożej stanowi jej lustrzane odbicie), ale mają zbliżone wymiary (147,5 × 92 wistycka; 124 × 101 bielska), wykazują wyraźne podobieństwo w interpretacji detalu, modelunku, a zwłaszcza ujęcia twarzy, szczególnie Dzieciątka. Ikona bielska wiązana jest z Heleną, córką cara Iwana III, żoną Aleksandra Jegiellończyka, która ofiarować ją miała najpewniej w 1507 r. lub jeszcze pomiędzy 1497 i 1498 r. Można hipotetycznie założyć, że ikona Matki Boskiej trafiła do kościoła wistyckiego za sprawą jego prawosławnych kolatorów: Jana Juriewicza Zabrzezińskiego, wojewody trockiego, jeszcze na przełomie XV i XVI w., bądź po 1510 r., gdy miejscowość stała się własnością Jerzego Iwanowicza Ilnicza, starosty brzeskiego.
W 1662 roku przy obrazie miało być ufundowane bractwo różańcowe. W XVIII w. obraz przysłonięty był drewnianą sukienką. Zawieszone były przy nim liczne wota. Jedno z nich zostało ufundowane przez rodziców Juliana Ursyna Niemcewicza, w podziękowaniu za uzdrowienie pisarza od ospy.

Obraz znajduje się w klasztorze cystersów w Szczyrzycu. Wskutek niefortunnej powojennej konserwacji i rekonstrukcji ubytków malowidła w 1/3 szerokości po lewej stronie oraz w partii dolnej, błędnie odtworzono układ nóg Dzieciątka na równoległy oraz źle odwzorowano sposób ułożenia i udrapowania maforionu i sukni Maryi. Ponadto oprawiono ikonę w szeroką, złoconą ramę, niezgodną z tradycją malarstwa bizantyjskiego.

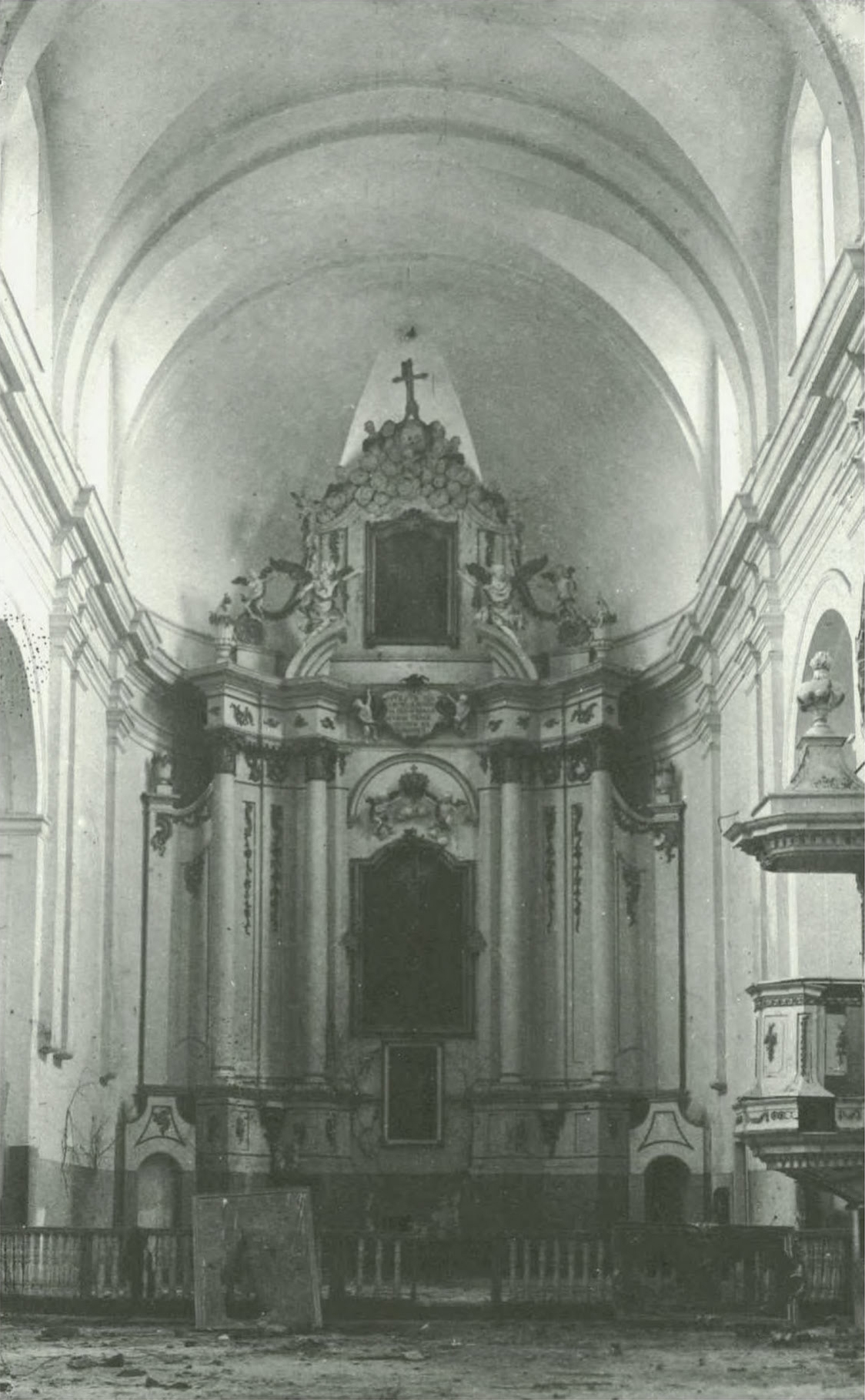
Główny ołtarz w dwudziestoleciu międzywojennym